# Miguel Albiol
Miguel Albiol Tortajada (Villamarchante, provincia de Valencia, España, 2 de septiembre de 1981) es un exfutbolista español que jugaba de centrocampista por la derecha en el Real Murcia Club de Fútbol de la Segunda División B de España. Es hermano del futbolista Raúl Albiol jugador del Villarreal CF.

## Trayectoria
Su tío es José Luis Albiol Balaguer, que también fue futbolista profesional. Miguel Albiol, al igual que su hermano Raúl Albiol, se formó en las categorías inferiores del Ribarroja CF, hasta que fue fichado por el Valencia Club de Fútbol para su fútbol base. Las temporadas 2001/02 y 2002/03 jugó en el Valencia B, ambas en Segunda B.

## Debut en Primera y Europa
A pesar de ello ese mismo año se produce su debut en Primera División de España de mano del técnico Rafa Benítez el 14 de diciembre de 2002 en el Estadio de El Madrigal donde el Valencia CF se impondría 0-2 al Villarreal CF, tan solo 2 días antes, el 12 de diciembre, dispuso de minutos en la victoria de los Ches 3-0 ante el Spartak de Moscú en Liga de Campeones de la UEFA, dónde entró en la 2.º parte por Salva Ballesta, pero a pesar de contar con estos 2 partidos para demostrar su valía permaneció en el filial valencianista consiguiendo en la primera temporada el subcampeonato del Grupo III y la disputa de la promoción de ascenso a Segunda División.

## 2.º y 2.ºB
En el mercado de invierno de la temporada 2002/03 se marchó cedido al Real Murcia, con el que consiguió el campeonato de Segunda y el ascenso a Primera División. Tras jugar una temporada como cedido en el Recreativo de Huelva, fichó en 2004 con el Rayo Vallecano que acababa de descender a Segunda División B.
En las 4 primeras temporadas en Vallecas jugó 3 promociones de ascenso hasta que en la temporada 2007/08 consiguió el ascenso. Tras una buena temporada con el Rayo en Segunda, y cuando en Alicante parecía que el jugador vestiría la camiseta del Hércules, el Real Murcia, anunció el 6 de julio de 2009 el fichaje en su web oficial.
Tras esto, lleva dos temporadas (una en segunda división y otra en segunda b) jugando casi todos los partidos en el once titular del Real Murcia: al finalizar la campaña 09/10 insistió en permanecer en el conjunto grana rebajándose el sueldo, mostrando así su compromiso con el club que ahora entrena Iñaki Alonso y que en tan solo un año regresó a la división de plata. Durante esta temporada marcó el gol del último partido que permitió al Real Murcia configurarse como campeón de invierno del grupo 4, un disparo a puerta tras un rechace defensivo imposible de parar para el guardameta. Tras ello, fue simbólico el abrazo de sus compañeros al futbolista, lo que puso de manifiesto el compromiso de éste con el equipo y la afición. 
El 9 de enero de 2011, en un partido que enfrentaba al Real Mucia con su máximo rival en el grupo 4 de segunda b, el filial del Sevilla, el Sevilla Atlético, marcó su segundo gol en temporada oficial, al que el periódico de La verdad calificó así:
Hasta que apareció la genialidad de Albiol, que con un disparo desde la frontal batió a Dani Jiménez. Posteriormente el domingo 16 de enero en un partido jugado en el Antonio Peroles contra el Roquetas, Albiol marcó su tercer gol con el Real Murcia consecutivo, al que los periódicos calificaron así: Y si de Primera fue el gol de Kike, el gol de Albiol siete minutos después fue de ‘Champions’. El valenciano ejecutó sobre la portería del Roquetas una falta que entró magistralmente por la escuadra derecha de la portería de Fabio. Albiol le pegó sutilmente y aunque el disparo no fue muy potente entró por la escuadra quitando las telarañas a la portería, mostrando la gran categoría que tiene en jugadas a balón parado.

## Clubes
| Club                       | País   | Temporada | Categoría          | Partidos | Goles |
| -------------------------- | ------ | --------- | ------------------ | -------- | ----- |
| Valencia C. F. B           | España | 1999–2000 | Segunda División B | 29       | 0     |
| Valencia C. F. B           | España | 2001–2002 | Segunda División B | 34       | 5     |
| Valencia C. F. B           | España | 2002–2003 | Segunda División B | 14       | 3     |
| Valencia C. F.             | España | 2002–2003 | Primera División   | 1        | 0     |
| Real Murcia C. F.          | España | 2002–2003 | Segunda División   | 19       | 0     |
| R. C. Recreativo de Huelva | España | 2003–2004 | Segunda División   | 37       | 0     |
| Rayo Vallecano             | España | 2004–2005 | Segunda División B | 34       | 2     |
| Rayo Vallecano             | España | 2005–2006 | Segunda División B | 36       | 7     |
| Rayo Vallecano             | España | 2006–2007 | Segunda División B | 35       | 3     |
| Rayo Vallecano             | España | 2007–2008 | Segunda División B | 36       | 5     |
| Rayo Vallecano             | España | 2008–2009 | Segunda División   | 39       | 1     |
| Real Murcia C. F.          | España | 2009–2010 | Segunda División   | 30       | 0     |
| Real Murcia C. F.          | España | 2010–2011 | Segunda División B | 29       | 4     |
| Real Murcia C. F.          | España | 2011–2012 | Segunda División   | 16       | 0     |
| Real Murcia C. F.          | España | 2012–2013 | Segunda División   | 23       | 1     |
| Real Murcia C. F.          | España | 2013–2014 | Segunda División   | 14       | 0     |
| Real Murcia C. F.          | España | 2014–2015 | Segunda División B | 22       | 1     |

## Palmarés

### Campeonatos nacionales
| Título               | Club           | País   | Año       |
| -------------------- | -------------- | ------ | --------- |
| Segunda División     | Real Murcia    | España | 2002-2003 |
| Segunda B (Grupo I)  | Rayo Vallecano | España | 2007-2008 |
| Segunda B (Grupo IV) | Real Murcia    | España | 2010-2011 |
| Segunda B (General)  | Real Murcia    | España | 2010-2011 |